# AM Gold
AM Gold è l'undicesimo album in studio del gruppo musicale statunitense Train, pubblicato nel 2022.

## Tracce
1. AM Gold – 2:49
2. Running Back (Trying to Talk to You) – 4:01
3. Cleopatra (featuring Sofía Reyes) – 3:20
4. Bettin' on Me – 3:28
5. Fake Flowers – 4:06
6. Turn the Radio Up (featuring Jewel) – 3:19
7. Amber Light – 3:56
8. Easy on the Eyes – 3:43
9. Ain't No Easy Way – 3:08
10. Singing Alone – 3:35
11. It's Everything – 3:25

## Formazione
- Pat Monahan – voce
- Hector Maldonado – basso
- Jerry Becker – chitarra, tastiera
- Nikita Houston – cori
- Sakai Smith – cori
- Matt Musty – batteria
- Taylor Locke – chitarra